# Бжанія Аслан Георгійович
Аслан Гергійович Бжанія (абх. Аслан Гьаргь-иҧа Бжьаниа, груз. ასლან გიორგის-ძე ბჟანია, рос. Аслан Георгиевич Бжания; нар. 6 квітня 1963, Тамиш Очамчирський район, Абхазька АРСР, Грузинська РСР) — абхазький політик, "президент" Республіки Абхазія (самопроголошеного державного утворення під російською окупацією) з 23 квітня 2020 року до 19 листопада 2024 року. Грузинський колабораціоніст із Росією.

## Ранні роки
Бжанія народився 6 квітня 1963 року у селі Тамиш Очамчирського району. В 1985 році закінчив Московський автомобільно-дорожній державний технічний університет.

## Початок кар'єри
- 1991—1993: працював у Службі державної безпеки Абхазії.
- 1994: мав бізнес у Москві.
- 1998: закінчив Академію народного господарства при Президентові Російської Федерації.
- 1 січня 2009 — 24 лютого 2010: радник посольства Абхазії у Москві[2]

## Голова Служби державної безпеки (2010—2014)
23 лютого 2010 року, після переобрання президентом Абхазії Сергія Багапша, Бжанію призначено керівником Служби державної безпеки, замінивши Юрія Ашубу. Після смерті Багапша в 2011 році Бжанію було перепризначено його наступником Олександром Анкваба.

## Заворушення 2014 року та президентські вибори
Після травневих заворушень 2014 проти Анкваба, Бжанія балотується на наступних президентських виборах, разом з Астаном Агрбою як кандидатом у віце-президенти. Ця пара була висунута ініціативною групою 2 липня і отримала підтримку політичної партії Амцахара колишнього віце-президента Михайла Логуа та частини передвиборчого штабу кандидата в депутати Беслана Ешби, якому було відмовлено у балотуванні.
21 липня група громадян подала клопотання до Верховного суду про визнання реєстрації Бжанії недійсною, оскільки він не проживав в Абхазії останні п'ять років, а мав постійне місце проживання у Москві до лютого 2010 року. Справа була припинена, оскільки строк позовної давності закінчився.
Бжанія програв вибори в першому турі лідеру опозиції Раулю Хаджимбі, вийшовши на друге місце з 35,88 % голосів.

## Президентські вибори
В 2019 році Бжанія взяв участь у виборах "президента" Абхазії, але припинив участь у виборах 15 липня через отруєння.
Переміг на виборах 2020 року, здобувши 59 % голосів.
19 листопада 2024 року подав у відставку з посади "президента" Абхазії, це сталося на фоні протестів, що почалися 15 листопада.